# Arte abstrata

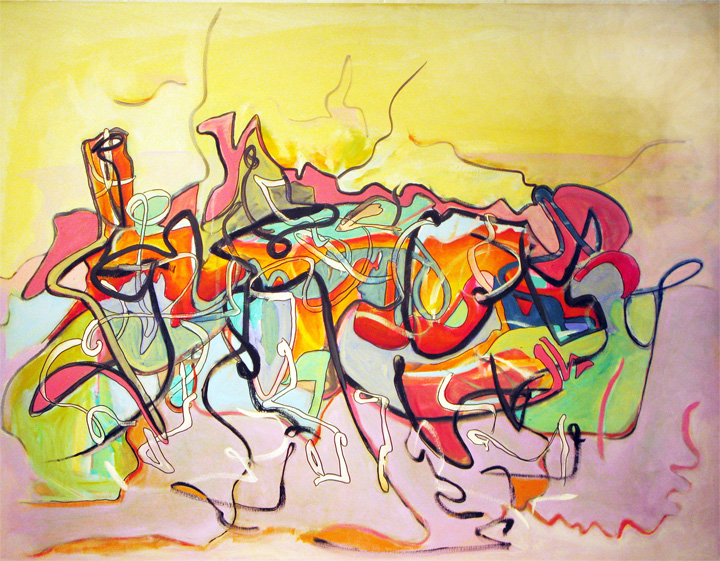
"Suíte Santa Fé" (2010)ː uma pintura abstrata de Bill Barret

A arte abstrata ou abstracionismo é geralmente entendido como uma forma de arte (especialmente nas artes visuais) que não representa objetos próprios da nossa realidade concreta exterior. Ao invés disso, usa as relações formais entre cores, linhas e superfícies para compor a realidade da obra, de uma maneira "não representacional". Surge a partir das experiências das vanguardas europeias, que recusam a herança renascentista das academias de arte, em outras palavras, a estética greco-romana. A expressão também pode ser usada para se referir especificamente à arte produzida no início do século XX por determinados movimentos e escolas que genericamente encaixam-se na arte moderna.
No início do século XX, antes que os artistas atingissem a abstração absoluta, o termo também foi usado para se referir a escolas como o cubismo e o futurismo que, ainda que fossem representativas e figurativas, buscavam sintetizar os elementos da realidade natural, resultando em obras que fugiam à simples imitação daquilo que era "concreto".
O abstracionismo divide-se em duas tendências:
- Abstracionismo lírico, expressivo ou informal;
- Abstracionismo geométrico.

## Abstracionismo lírico
O abstracionismo lírico, abstracionismo expressivo ou ainda abstracionismo informal inspirava-se no instinto, no inconsciente e na intuição para construir uma arte imaginária ligada a uma "necessidade interior". Foi influenciado pelo expressionismo, mais propriamente pelo movimento O Cavaleiro Azul.
As formas orgânicas e as cores vibrantes são patentes nessa vertente.
O artista russo radicado na Alemanha Wassily Kandinsky inaugura o abstracionismo no Ocidente com sua Primeira Aquarela Abstrata, de 1910. Kandinsky advoga o uso de formas abstratas como meio de atingir uma transcendência não através das formas reconhecíveis da realidade observável, como faz a arte tradicional acadêmica, mas através dos elementos puros da arte visual, como as linhas, as cores, as formas geométricas - o círculo, o quadrado, o triângulo - os pontos, etc. O artista faz analogias com a composição musical, que é uma arte abstrata por definição, para atingir a abstração na arte visual. Por isso, seus quadros são os primeiros a possuírem títulos que remetem à música - composição, ritmo, etc.

## Abstracionismo geométrico
O abstracionismo geométrico, ao contrário do abstracionismo lírico, foca na racionalização que depende da análise intelectual e científica. Foi influenciado pelo cubismo e pelo futurismo.

## História

### Arte pré-histórica
Muito da arte das culturas iniciais - sinais e marcas em cerâmica e tecidos, inscrições e pinturas em rochas - usou formas simples, geométricas e lineares que poderiam ter um propósito decorativo ou simbólico. É nesse nível de linguagem visual que a arte abstrata se comunica. Se pode apreciar a beleza da caligrafia chinesa ou da caligrafia islâmica sem ser capaz de lê-la.

### Arte oriental
Na pintura chinesa, a abstração pode ser encontrada desde o pintor da dinastia Tang Wang Mo (王墨), que se acredita ter inventado o estilo de pintura da tinta esparramada. Embora nenhuma de suas pinturas tenha sido preservada, seu estilo é claramente visto em algumas pinturas da dinastia Sung. O pintor zen Liang Kai (梁楷, c. 1140–1210) aplicou o estilo à pintura figurativa em sua obra "Imortal em tinta esparramada", na qual a representação acurada é sacrificada para enfatizar a espontaneidade ligada à mente não racional do iluminado. Um pintor da dinastia Sung tardia chamado Yu Jian, adepto do budismo tiantai, criou uma série de paisagens de tinta esparramada que inspirariam muitos pintores zens japoneses. Suas pinturas mostram montanhas com densa névoa nas quais o formato dos objetos é dificilmente visível e extremamente simplificado. Esse tipo de pintura foi continuado por Sesshū Tōyō nos seus últimos anos.
Outro exemplo de abstração na pintura chinesa é visto no Círculo Cósmico, de Zhu Derun. No lado esquerdo dessa pintura, existe um pinheiro em terreno rochoso, e seus ramos estão atados a videiras que se estendem de uma maneira desordenada no lado direito da pintura, no qual um círculo perfeito (provavelmente feito com a ajuda de um compasso) flutua no vazio. A pintura é um reflexo da metafísica taoista, na qual caos e realidade são estágios complementares do curso regular da natureza.
No Japão da era Tokugawa, alguns monges pintores zens criaram o ensō, um círculo que representa a iluminação absoluta. Usualmente feito com uma única pincelada brusca espontânea, se tornou o paradigma da estética minimalista que guiou parte da pintura zen.

### Século XIX
O patrocínio da Igreja Católica diminuiu, e o patrocínio privado passou a sustentar os artistas. Três movimentos artísticos que contribuíram para o desenvolvimento da arte abstrata foram o romantismo, o impressionismo e o expressionismo. A independência artística dos artistas avançou durante o século XIX. Pode ser discernido um "interesse objetivo no que é visto" nas pinturas de John Constable, William Turner, Jean-Baptiste Camille Corot e, a partir deles, nas pinturas dos impressionistas, que continuaram as pinturas en plein air da escola de Barbizon.
Os primeiros indícios de uma nova arte foram dadas por James McNeill Whistler, que, em sua pintura "Noturno em preto e dourado - o foguete cadente" (1872), colocou maior ênfase na sensação visual do que na representação de objetos.
Os pintores expressionistas exploraram o uso arrojado da superfície da tinta, desenhando distorções e exageros, e cor intensa. Os expressionistas produziram pinturas carregadas de emoção que eram reações à experiência contemporânea, ao impressionismo e a outras tendências conservadores da pintura do final do século XIX. Os expressionistas mudaram drasticamente a ênfase da pintura em favor de retratos psicológicos. Embora artistas como Edvard Munch e James Ensor apresentassem influências principalmente do pós-impressionismo, eles foram instrumentais para o advento do abstracionismo no século XX. Paul Cézanne começou como um impressionista, mas seu objetivo - criar uma construção lógica da realidade baseada na visão de um único ponto, com cor modulada em áreas planas - se tornou a base de uma nova arte visual, posteriormente transformada no cubismo por Georges Braque e Pablo Picasso.
Adicionalmente, no final do século XIX, na Europa Oriental, o misticismo e a filosofia religiosa do modernismo inicial, como expressos pela teósofa Helena Blavatsky, tiveram um profundo impacto em artistas geométricos pioneiros como Hilma af Klint e Wassily Kandinsky. O ensino místico de George Ivanovich Gurdjieff e P. D. Uspenski também teve uma influência importante nas formações iniciais do estilo geométrico abstrato de Piet Mondrian e seus colegas no início do século XX.

### Século XX
O pós-impressionismo, como praticado por Paul Gauguin, Georges Seurat, Vincent van Gogh e Paul Cézanne, teve um enorme impacto na arte do século XX e levou ao advento da abstração do século XX. A herança de pintores como Van Gogh, Cézanne, Gauguin e Seurat foi essencial para o desenvolvimento da arte moderna. No começo do século XX, Henri Matisse e vários outros jovens artistas, incluindo os pré-cubistas Georges Braque, André Derain, Raoul Dufy e Maurice de Vlaminck, revolucionaram o mundo artístico de Paris com pinturas de paisagens e figuras "selvagens", multicoloridas e expressivas que os críticos chamaram de fovismo. Com seu expressivo uso da cor e seu desenho livre e imaginativo, Henri Matisse chega muito perto da abstração pura em "Janela francesa em Collioure" (1914), "Vista de Nossa Senhora" (1914) e "A cortina amarela" (1915). A linguagem crua da cor desenvolvida pelos fauves influenciou diretamente outro pioneiro da abstração, Wassily Kandinsky.
O cubismo se tornou, junto com o fovismo, o movimento artístico que abriu a porta para o abstracionismo no século XX. Pablo Picasso fez suas primeiras pinturas cubistas baseado na ideia de Cézanne de que toda representação da natureza pode ser reduzida a três sólidosː cubo, esfera e cone. Com a pintura As senhoritas de Avinhão (1907), Picasso, dramaticamente, criou uma pintura nova e radical, mostrando uma cena crua e primitiva de bordel com cinco prostitutas, mulheres pintadas violentamente, reminiscentes da máscaras tribais africanas e suas próprias invenções cubistas. O cubismo analítico foi inventado conjuntamente por Pablo Picasso e Georges Braque, aproximadamente entre 1908 e 1912. O cubismo analítico, a primeira clara manifestação do cubismo, foi seguida pelo cubismo sintético, praticado por Braque, Picasso, Fernand Léger, Juan Gris, Albert Gleizes, Marcel Duchamp e outros na década de 1920. O cubismo sintético se caracterizou pela introdução de diferentes texturas, superfícies, elementos de colagem, papel colado e uma grande variedade de temas. Artistas de colagem como Kurt Schwitters, Man Ray e outros que seguiram a pista do cubismo foram importantes para o desenvolvimento do dadaísmo.
O poeta italiano Filippo Tommaso Marinetti publicou o Manifesto Futurista em 1909, que, posteriormente, influenciou artistas como Carlo Carrà em "Pintura de sons, ruídos e aromas", e Umberto Boccioni em "Trem em movimento" (1911), rumo a um passo posterior da abstração que influenciaria profundamente, junto com o cubismo, movimentos artísticos por toda a Europa.
Durante o Salão da Seção de Ouro de 1912, onde František Kupka exibiu a pintura abstrata Amorpha, Fugue en deux couleurs (1912), o poeta Guillaume Apollinaire nomeou, como orfismo, o trabalho de vários artistas, incluindo Robert Delaunay. Ele o definiu comoː "a arte de pintar novas estruturas a partir de elementos que não foram emprestados da esfera visual, mas foram criados inteiramente pelo artista... é uma arte pura.".
A partir da virada do século, as conexões culturais entre os artistas das grandes cidades da Europa se tornaram extremamente ativas conforme estes se esforçavam em criar uma forma de arte à altura das altas aspirações do modernismo. Através de livros, exibições e manifestos, as ideias circularam, se tornando a base para diversas formas de abstração. O seguinte trecho de "O mundo para trás" ilustra um pouco da troca de ideias no períodoː

O conhecimento de David Burliuk sobre os movimentos de arte moderna devia ser extremamente atualizado, porque a segunda exposição Valete de Diamantes, que aconteceu em janeiro de 1912 (em Moscou), incluiu não apenas pinturas procedentes de Munique, mas também alguns membros do grupo alemão A Ponte, enquanto, de Paris, vieram trabalhos de Robert Delaunay, Henri Matisse e Fernand Léger, bem como de Picasso. Durante a primavera, David Burliuk deu duas palestras sobre cubismo e planejou uma publicação polêmica, que seria financiada pelo Valete de Diamantes. Ele viajou para o estrangeiro em maio e voltou determinado a rivalizar com o almanaque O cavaleiro azul, que havia emergido das impressoras quando ele estava na Alemanha.
De 1909 a 1913, muitos trabalhos experimentais em busca dessa "arte pura" foram criados por vários artistasː Francis Picabia pintou "Borracha" (c. 1909), "A fonte", "Danças na fonte" e "A procissão, Sevilha" (1912); Wassily Kandinsky pintou "Sem título (primeira aquarela abstrata)" (1910), "Improvisação 21A", "Impressão" e "Imagem com um círculo" (1911); František Kupka pintou as obras orfistas, "Discos de Newton (estudo para fuga em duas cores)" e "Amorfa, fuga em duas cores" (1912); Robert Delaunay pintou uma série intitulada "Janelas simultâneas e formas circulares. Sol nº 2" (1912–13); Léopold Survage criou "Ritmo colorido (estudo para o filme) (1913); Piet Mondrian pintou "Mesa nº 1" e "Composição nº 11" (1913).
E a pesquisa continuouː os desenhos raionistas de Natalia Goncharova e Mikhail Larionov usavam linhas como raios de luz para fazer uma construção. Kazimir Malevich completou seu primeiro trabalho completamente abstrato, o suprematista "Quadrado preto" (1915). Liubov Popova, também do grupo suprematista, criou as "Construções arquitetônicas" e as "Construções de força espacial" (1916-1921). Piet Mondrian desenvolvia sua linguagem abstrata, de linhas verticais e horizontais com retângulos coloridos, entre 1915 e 1919. O neoplasticismo foi a estética que Mondrian, Theo van Doesburg e outros do grupo De Stijl usaram para tentar moldar o ambiente do futuro.

#### Vanguarda russa
Muitos artistas abstratos da Rússia se tornaram construtivistas acreditando que a arte não era mais uma coisa remota, mas sim a própria vida. O artista precisava se tornar um técnico, aprendendo a usar as ferramentas e os materiais da produção moderna. "Arte na vidaǃ" era o lema de Vladimir Tatlin e de todos os futuros construtivistas. Varvara Stepanova, Alexandre Exter e outros abandonaram a pintura de cavalete e direcionaram suas energias para o design de teatros e os trabalhos gráficos. Do outro lado, estavam Kazimir Malevich, Anton Pevsner e Naum Gabo. Eles argumentaram que a arte é, essencialmente, uma atividade espiritual, que cria o lugar do homem no mundo, mas não organiza a vida num sentido prático, materialista. Muitos dos  que eram hostis à ideia de produção materialista da arte deixaram a Rússia. Anton Pevsner foi para a França. Gabo foi primeiro para Berlim, depois para a Inglaterra, e finalmente para os Estados Unidos. Kandinsky estudou em Moscou, depois foi para a Bauhaus. Em meados da década de 1920, o período revolucionário (1917-1921), quando os artistas estavam livres para experimentar, havia acabado. Na década de 1930, só o realismo socialista era permitido.

#### Bauhaus
A Bauhaus, em Weimar, na Alemanha, foi fundada em 1919 por Walter Gropius. A filosofia subjacente ao programa de ensino era a unidade de todas as artes visuais e plásticas, da arquitetura e pintura à tecelagem e aos vitrais. A filosofia surgiu a partir das ideias do movimento artes e ofícios, na Inglaterra, e da Associação Alemã de Artesãos. Entre os professores, estavam Paul Klee, Wassily Kandinsky, Johannes Itten, Josef Albers, Anni Albers e László Moholy-Nagy. Em 1925, a escola se mudou para Dessau. Em 1932, conforme o Partido Nacional-Socialista dos Trabalhadores Alemães conquistou o poder, a Bauhaus foi fechada. Em 1937, uma exibição de "arte degenerada" continha todos os tipos de arte de vanguarda desaprovados pelo partido nazista. Então, começou o êxodoː não apenas da Bauhaus, mas de toda a Europa em geralː para Paris, Londres e Estados Unidos. Paul Klee foi para a Suíça mas muitos dos artistas da Bauhaus foram para os Estados Unidos.

#### Abstração em Paris e Londres
Durante a década de 1930, Paris abrigou artistas da Rússia, Alemanha, Países Baixos e outros países europeus afetados pela subida ao poder do totalitarismo. Sophie Taeuber-Arp e Hans Arp colaboraram em pinturas e esculturas usando formas geométricas/orgânicas. A polonesa Katarzyna Kobro, à escultura, ideias baseadas na matemática. Os muitos tipos de abstração, agora muito próximos, levaram a tentativas dos artistas de analisar os vários grupamentos conceituais e estéticos. Uma exibição de 46 membros do grupo "Círculo e quadrado" organizada por Joaquín Torres García e assistida por Michel Seuphor continha trabalhos de neoplasticistas e abstracionistas como Kandinsky, Anton Pevsner e Kurt Schwitters. Criticada por Theo van Doesburg por ser muito indefinida, este publicou, no jornal "Arte concreta", um manifesto definindo uma arte abstrata na qual apenas a linha, cor e superfície são a realidade concreta.
"Abstração-criação", fundado em 1931 como um grupo mais aberto, se tornou um ponto de referência para os artistas abstratos, conforme a situação política piorou em 1935, e muitos artistas se reagruparam, principalmente em Londres. A primeira exibição de arte britânica abstrata aconteceu na Inglaterra em 1935. No ano seguinte, a exibição mais internacional "Abstrato e concreto" foi organizada por Nicolete Gray, incluindo trabalhos de Piet Mondrian, Joan Miró, Barbara Hepworth e Ben Nicholson. Hepworth, Nicholson e Gabo se transferiram para o grupo de St Ives (Cornualha) para continuar seu trabalho "construtivista".

#### Estados Unidosː meados do século
Durante a subida ao poder dos nazistas na década de 1930, muitos artistas deixaram a Europa e foram para os Estados Unidos. No início da década de 1940, os principais movimentos de arte moderna, expressionismo, cubismo, abstração, surrealismo e dadaísmo estavam representados em Nova Iorqueː Marcel Duchamp, Fernand Léger, Piet Mondrian, Jacques Lipchitz, André Masson, Max Ernst e André Breton eram apenas alguns dos europeus exilados que chegaram em Nova Iorque. As ricas influências culturais trazidas pelos artistas europeus foram assimiladas e utilizadas por pintores locais novaiorquinos. O clima de liberdade em Nova Iorque permitiu que todas essas influências florescessem. As galerias de arte que focaram inicialmente na arte da Europa começaram a notar a comunidade artística local e o trabalho de artistas estadunidenses mais jovens que começavam a amadurecer. Alguns artistas deste período se tornaram claramente abstratos no seu período maduro. Durante este período, a pintura "Composição nº 10" (1939–1942), de Piet Mondrian, caracterizada por cores primárias, fundo branco e grade de linhas pretas, definiu claramente sua abordagem ao mesmo tempo radical e clássica do retângulo e da arte abstrata em geral. Alguns artistas do período desafiaram categorizações, como Georgia O'Keeffe, que, embora uma abstracionista modernista, era uma artista independente, pois pintava formas altamente abstratas sem se juntar a nenhum grupo específico do período.
Eventualmente, artistas estadunidenses que estavam trabalhando em uma grande diversidade de estilos começaram a unir-se em coesos grupos estilísticos. O mais conhecido grupo de artistas estadunidenses se tornou conhecido como expressionismo abstrato e escola de Nova Iorque. Na cidade de Nova Iorque, havia uma atmosfera que encorajava a discussão, e havia oportunidades de aprendizagem e crescimento. Os artistas e professores John D. Graham e Hans Hofmann se tornaram importantes elos de ligação entre os recém-chegados modernistas europeus e os artistas estadunidenses. Mark Rothko, nascido na Rússia, começou com imagens fortemente surrealistas que, posteriormente, se dissolveram nas suas poderosas composições coloridas do começo da década de 1950. O gestualismo e o próprio ato de pintar se tornaram de importância capital para Jackson Pollock, Robert Motherwell e Franz Kline. Enquanto isso, durante a década de 1940, o trabalho figurativo de Arshile Gorky e Willem de Kooning se transformou em abstração. A cidade de Nova Iorque se tornou o centro, e artistas do mundo inteiro gravitavam ao redor.

#### Desenvolvimentos posteriores
Arte digital, hard-edge, abstração geométrica, minimalismo, abstração lírica, op art, expressionismo abstrato, color field, monocromia, assemblagem, neodadaísmo, pintura em telas formatadas, foram algumas das direções que a arte abstrata tomou na segunda metade do século XX.
Nos Estados Unidos, a "arte como objeto", conforme vista na escultura minimalista de Donald Judd e nas pinturas de Frank Stella, é vista hoje como uma nova transformação. Outros exemplos incluem a abstração lírica e o uso sensual da cor vistos nos trabalhos de pintores tão diversos como Robert Motherwell, Patrick Heron, Kenneth Noland, Sam Francis, Cy Twombly, Richard Diebenkorn, Helen Frankenthaler e Joan Mitchell.

#### Brasil
Um dos primeiros artistas abstracionistas brasileiros foi Alfredo Volpi. Entre os artistas mais importantes brasileiros, destacam-se Abraham Palatnik, Ivan Serpa, Loio-Pérsio, Luiz Sacilotto, Antônio Bandeira, Manabu Mabe, Tomie Ohtake, Lygia Clark, Willys de Castro, Waldemar Cordeiro, entre outros artistas.

## Causa
Uma explicação sócio-histórica que foi oferecida para a crescente prevalência do abstrato na arte moderna - uma explicação ligada ao nome de Theodor W. Adorno - é que tal abstração é uma resposta a, e um reflexo de, uma crescente abstração das relações sociais na sociedade industrial.
Fredric Jameson, de modo similar, vê a abstração modernista como uma função do poder abstrato do dinheiro, igualando todas as coisas em função do seu valor de troca. O conteúdo social da arte abstrata é, então, precisamente, a natureza abstrata da existência social - formalidades legais, impersonalização burocrática, informação/poder - no mundo da modernidade tardia.
Pós-junguianos, em contraste, veriam as teorias quânticas, com sua desintegração das ideias convencionais sobre forma e matéria, como marcando o divórcio entre o concreto e o abstrato na arte moderna.

## Música
Conforme a arte visual se torna mais abstrata, ela adquire algumas características da músicaː passa a ser uma forma artística que usa elementos abstratos de som e divisões de tempo. Wassily Kandinsky, que também era músico amador, foi inspirado pela possibilidade de marcas e cor associativa "ressoando na alma". Essa ideia havia sido apresentada por Charles Baudelaireː a de que os nossos sentidos respondem a variados estímulos e, num nível estético mais profundo, eles estão interconectados.
Próximo a isso, existe a ideia de que a arte possui uma dimensão espiritual e pode transcender a experiência cotidiana, alcançando um plano espiritual. A Sociedade Teosófica popularizou a sabedoria antiga de livros sagrados da Índia e China nos primeiros anos do século XX. Neste contexto, Piet Mondrian, Wassily Kandinsky, Hilma af Klint e outros artistas que trabalhavam no sentido de um "estado sem objetos" se interessaram pelo oculto como uma forma de criar um objeto "interno". Os formatos universais e atemporais encontrados na geometria (círculo, quadrado e retângulo) se tornaram elementos espaciais na arte abstrata; eles são, como a cor, sistemas fundamentais que existem sob a realidade visível.